# Citadellstraße 14

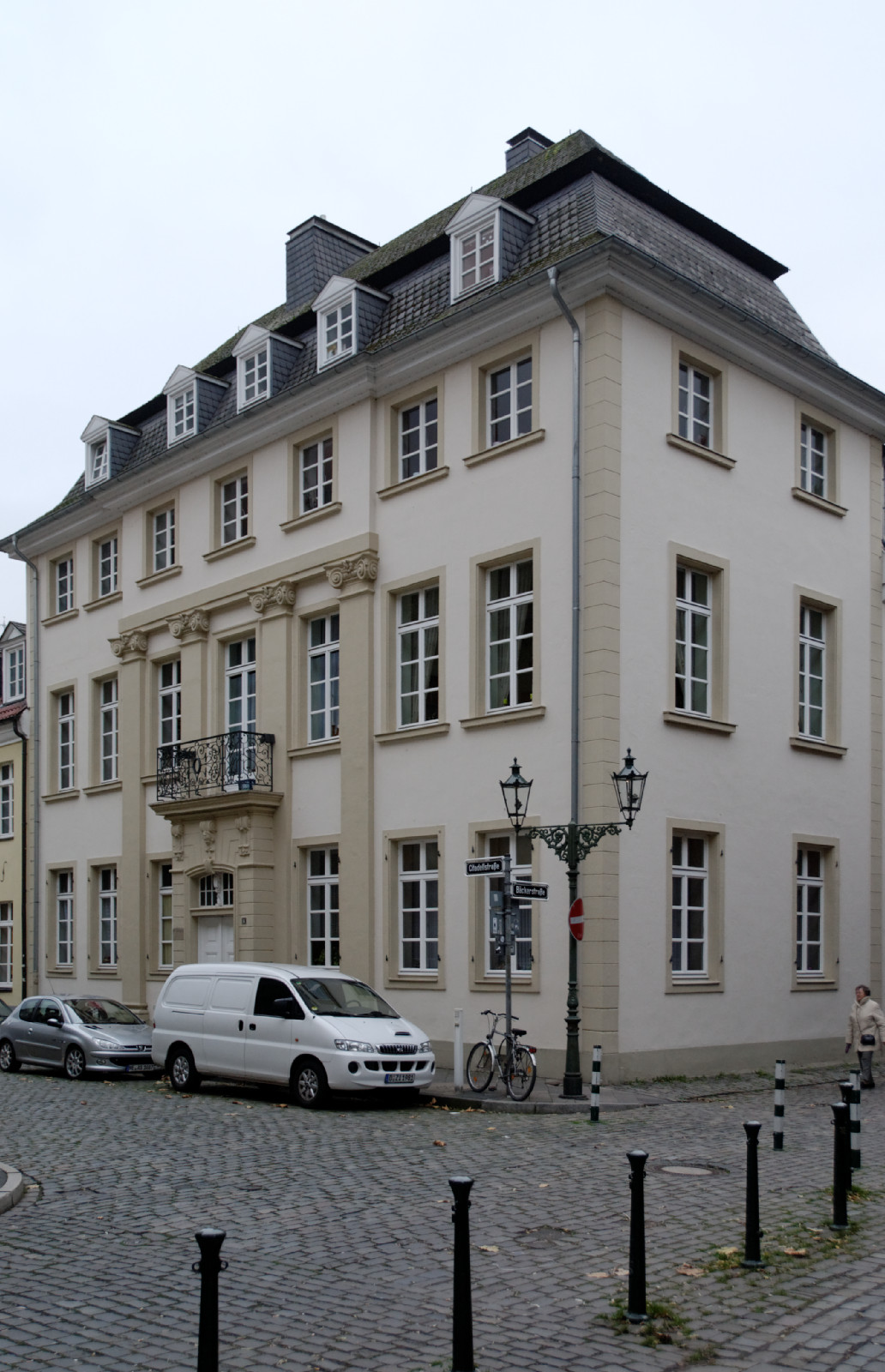
Haus Citadellstraße 14

Das Haus Citadellstraße 14 in Düsseldorf ist ein denkmalgeschütztes Gebäude. Es wurde 1692–1698 vom kurfürstlichen Festungsbaumeister Michael Cagnon als Wohnhaus errichtet. Die „stattliche Dreiflügelanlage“ gilt als „bemerkenswertes Beispiel“ für die Bebauung der Düsseldorfer Citadellstraße. Die siebenachsige Fassade zur Citadellstraße wird mit vier Pilastern gegliedert.
Für Paul Sültenfuß gilt es als Beispiel für ein Mansardendachwohnhaus. Schlicht und schmucklos wie die großen Fensterrahmen sind auch die Mansarden. Statt der segmentartigen Fensterstürze besitzen sie einfache Dreiecksgiebel. Ähnlich wie bei dem älteren Grupellohaus sind die Mansarden nicht durchgehend in die Fensterachsen der unteren Geschosse eingeordnet. Wichtig ist hier die Mittelachsen einrahmende Pilasterstellung: „Der Hauptakzent der schönen Wirkung des stattlichen Hauses liegt in der ionischen Pilasterarchitektur. die die drei Mittelachsen des Erd- und ersten Obergeschosses einrahmen und über einen Architrav den ebenfalls risalitartig vorkragenden Baukörper der drei Mittelachsen des Obergeschosses tragen“.